# Henry Spinetti
Henry Spinetti, né le 31 mars 1951, est un batteur britannique qui a participé à de nombreux albums d'artistes pop et rock, notamment George Harrison, Paul McCartney, Eric Clapton, Bob Dylan, etc.